# Pestsäule (Fürstenried)

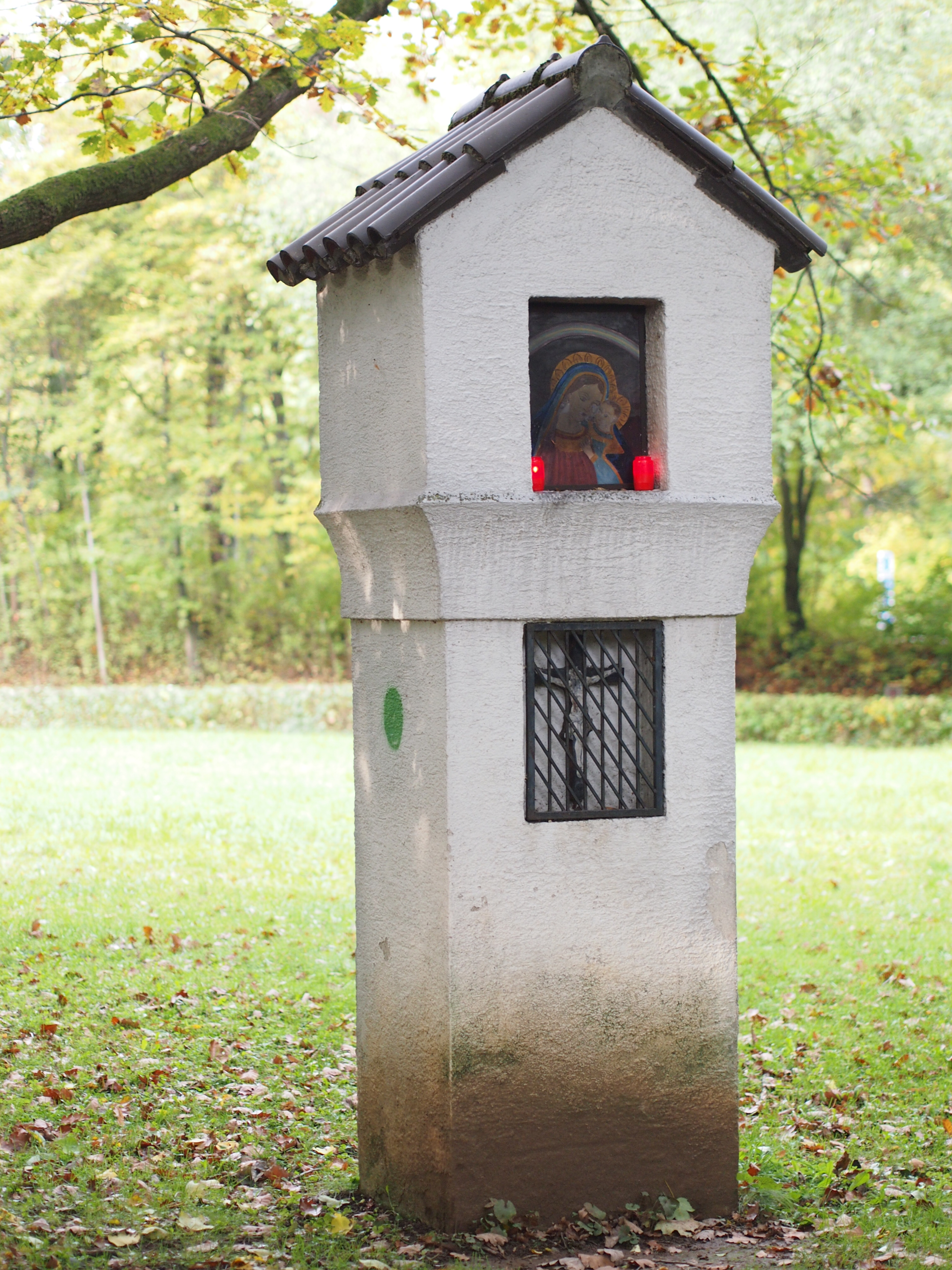
Pestsäule in Fürstenried

Die sogenannte Pestsäule in Fürstenried ist ein Bildstock in München. Das Kleindenkmal ist als Baudenkmal in die Bayerische Denkmalliste eingetragen.

## Lage
Das Denkmal steht im Südwesten Münchens in dem Münchner Stadtteil Fürstenried in einer Grünanlage zwischen der Siedlung Fürstenried-Ost und der Olympiastraße (= Bundesautobahn 95). Sie ist sowohl von der Kirche St. Karl Borromäus als auch von dem jenseits der Autobahn liegenden Schloss Fürstenried etwa 200 Meter entfernt.  

## Geschichte
Die Säule wurde zur Zeit der Spätgotik errichtet. Der Anlass zu ihrer Errichtung ist nicht überliefert. Insbesondere ist kein Zusammenhang mit einer Pest bekannt. Die Bezeichnung als Pestsäule ist somit nicht historisch fundiert. 1906 wurde die Säule restauriert.
In einer Beschreibung von Schloss Fürstenried aus dem 19. Jahrhundert wird eine gemauerte Säule erwähnt, deren Beschreibung und Lage mit der sogenannten Pestsäule übereinstimmt. Demnach war damals in einer unteren Nische ein bereits verwittertes Bild des seligen Winthir angebracht, in einer oberen Nische ein ebenfalls verwittertes Bild des heiligen Antonius von Padua.

## Beschreibung
Der Bildstock hat einen gemauerten quadratischen Sockel und einen ebenfalls gemauerten vorkragende Aufsatz, der ein Satteldach aus Dachziegeln trägt. Das Mauerwerk ist verputzt und weiß gestrichen. In einer Nische an der Nordseite des Aufsatzes ist ein Muttergottesbild angebracht. Darunter hängt in einer vergitterten Nische des Sockels ein Kruzifix, bei dem der Korpus auf ein hölzernes Kreuz aufgemalt ist. In einer Nische an der Südseite des Aufsatzes hängt eine Holztafel mit der Inschrift:

„Mit deiner Hilf - sieh uns an! - Hunger und Pest - wende hindan, - Vorm Feind be - schütze uns fortan. - In Todesnot nimm - dich unser an!“